# Catalogo Winnecke delle stelle doppie
Il catalogo Winnecke delle stelle doppie è un elenco di sette "nuove" stelle doppie pubblicato dall'astronomo tedesco August Winnecke in Astronomische Nachrichten nel 1869. Winnecke in seguito notò che tre delle stelle doppie che catalogò erano state scoperte in precedenza (30 Eridani, Bradley 757 e 44 Cygni). Le stelle a volte ricevono le designazioni Winnecke (ad es. Winnecke 4), e talvolta abbreviato in WNC.
| WNC | Altre designazioni | Costellazione | Magnitudine     | Classificazione stellare | Ascensione retta | Declinazione |
| --- | ------------------ | ------------- | --------------- | ------------------------ | ---------------- | ------------ |
| 1   |                    | Pesci         | 9,9 / 10,4      | G5 / ?                   | 00h 58m 01s      | +09° 16,7′   |
| 2   | 30 Eridani         | Eridano       | 5,4 / 10,6      | B8V / F4V                | 03h 52m 42s      | −05° 21,7′   |
| 3   |                    | Orione        | 6,6 / 8,0 / 8,1 | F7V / F8V / F8V          | 05h 23m 51s      | 00° 52.0′    |
| 4   | M40                | Orsa Maggiore | 9,6 / 10,1      | G0 / F8                  | 12h 22m 16s      | 58° 5,0′     |
| 5   |                    | Vergine       | 9,6             | G0                       | 13h 45m 33s      | −03° 1,0′    |
| 6   | 44 Cygni           | Cigno         | 6,2             | F5Iab                    | 20h 31m 00s      | 36° 56,2′    |
| 7   |                    | Pegaso        | 8,6             | F8                       | 23h 32m 33s      | 31° 26,8′    |